# Rue de l'Abreuvoir (Nantes)
Pour les articles homonymes, voir Rue de l'Abreuvoir.
La rue de l'Abreuvoir est une voie  de Nantes, en France.

## Situation et accès
Située dans le centre-ville de Nantes, la rue de l'Abreuvoir, qui longe la tour Bretagne, relie la place du Cirque à la place de Bretagne. Elle est pavée et en grande partie ouverte à la circulation automobile ; elle permet l'accès au parking situé sous la tour Bretagne, dont elle longe la base nord-est. La rue, légèrement en pente, s'achève au nord-ouest, par un escalier et un ascenseur qui permet de franchir le dénivelé entre les deux places.

## Origine du nom
La voie doit son nom à la présence, jusqu'au début du XIXe siècle, de remises, d'écuries et d'un abreuvoir pour les animaux, ou par la présence d'une auberge appelée « Auberge du Cheval-Blanc » et située près de l'ancien « pont des Petits-Murs ». Elle a été appelée rue Raphaël pendant la Révolution, nom conservé jusqu'en 1818.

## Historique
La rue est décrite, en 1721, comme étant un « chemin de neuf pieds de large et réduit à une pente de treize pouces par toise de six pieds ». En 1832, elle est toujours décrite avec la présence de remises et d'écuries, et était empruntée par les habitants du quartier du Marchix pour mener les bêtes à l'abreuvoir.
En 1870, après le rejet de création d'une voie reliant en pente douce la place du cirque à la place Saint-Similien, la partie ouest de la rue est transformée en escalier, malgré les protestations et l'ironie que suscite l'initiative. Elle est alors éclairée par des lampadaires à gaz, qui sont actionnés manuellement par un allumeur de réverbères jusque dans les années 1960.
Cet escalier de 63 marches à rampe centrale sert de décor extérieur au film Lola (1961) de Jacques Demy.
La construction de la tour Bretagne, entre 1971 et 1976, provoque la disparition des escaliers d'origine. D'autres sont construits, doublés d'escaliers mécaniques, lesquels font place à leur tour à des ascenseurs dans les années 2000.

## Bâtiments remarquables et lieux de mémoire
La voie est bordée au sud par la tour Bretagne.